# Ceratophrys aurita
Ceratophrys aurita (antigamente nomeado Ceratophrys dorsata), popularmente conhecido como sapo-untanha-brasileiro, sapo-boi, untanha ou sapo-de-chifre é uma espécie de anfíbio da  família Ceratophryidae. É endêmica do Brasil. Seus habitats naturais são florestas subtropicais ou tropicais úmidas de baixa altitude, pântanos de água doce, charcos permanentes e lagoas. A ocorrência de C. aurita é rara, sendo endêmica da Mata Atlântica.

## Características
Esta é uma espécie de grande tamanho, atingindo cerca de 23 cm de comprimento, sendo o maior de todos os sapos-untanha e o maior membro da família Ceratophryidae. É caracterizada por suas pálpebras em forma de pequenos chifres e pelo tímpano visível; a cabeça e parte do dorso são fortemente ossificadas. Possui uma enorme boca rodeada de placas semelhantes a dentículos, corpo grande e robusto e patas traseira curtas. Seu colorido chamativo é variável, com o dorso verde ou marrom-amarelado com manchas escuras, marrons ou pretas. Não possui glândulas produtoras de veneno, valendo-se de sua agressividade para afastar predadores.

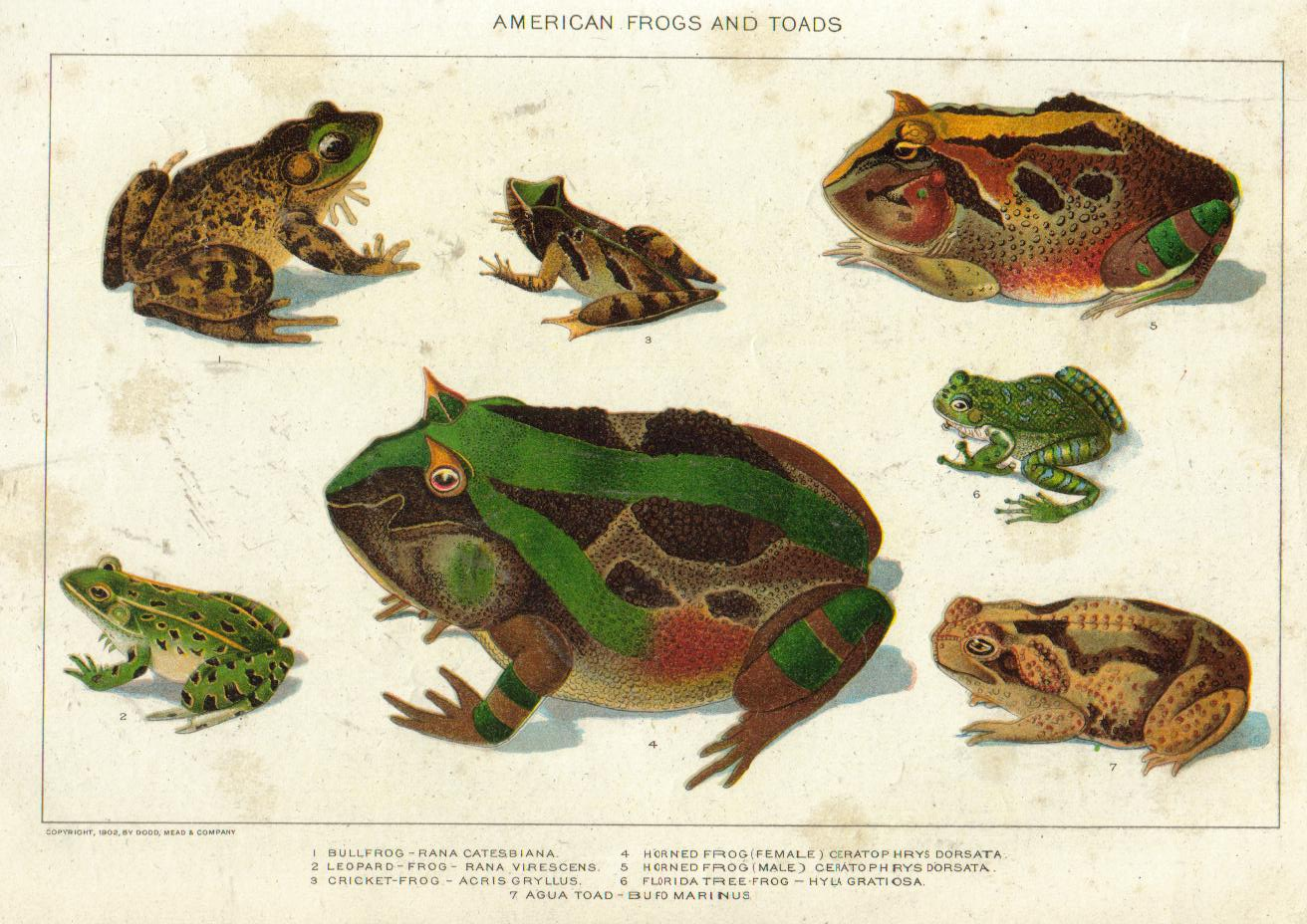
Ilustração de Ceratophrys aurita (4. Fêmea; 5. Macho) junto á outros anuros americanos.

## Comportamento e reprodução
Seus hábitos são estreitamente florestais. Permanece a maior parte do tempo semi-enterrado no chão da floresta, camuflado, à espera de suas presas, as quais atrai agitando as patas na terra, simulando o movimento de vermes.
As fêmeas em geral tem o dobro do tamanho dos machos que as atraem com um coaxar característico. São capazes de formar casulos espumantes, secretados pela fêmea,  ao redor dos ovos fertilizados, característica compartilhada as outras espécies do gênero Cerathophrys, estratégia esta adotada para impedir perda de água por evaporação. Possui um comportamento bastante agressivo reagindo com o corpo inflado (para parecer maior que do que é), com a boca aberta e emitindo um som forte similar ao de um leitão novo, podendo até morder o agressor. A reprodução desta espécie é explosiva (onde muitos indivíduos se reúnem para acasalar) e ocorre logo após as fortes chuvas no mês de outubro e dezembro.
Os girinos possuem a boca com numerosas fileiras de dentículos córneos e um forte bico também córneo; são carnívoros e alimentam-se de outros girinos e peixes pequenos. Quando adultos se alimentam de uma variedade de seres, desde invertebrados á outros anuros, aves, cobras, lagartos e até roedores, possuindo também hábitos de canibalismo.

## Conservação
Como é uma espécie rara, a destruição de seu habitat, a poluição dos rios e o comércio  ilegal de animais silvestres são as principais ameaças sobre esta espécie.